# Костёл Святой Троицы (Гервяты)
Костёл Святой Троицы (бел. Касцёл Найсвяцейшай Тройцы) — католический храм в агрогородке Гервяты, Гродненская область, Республика Беларусь. Относится к Островецкому деканату Гродненского диоцеза. Построен в 1899—1903 годах в неоготическом стиле. Памятник архитектуры, включён в Государственный список историко-культурных ценностей Республики Беларусь.

## История
Католический приход в Гервятах был основан в 1526 году виленским епископом Яном, тогда же был построен небольшой деревянный храм. Он пришёл в упадок и в 1621 году, епископ Евстафий Волович, основал новый деревянный костёл Святой Троицы (который сгорел в 1736 году). В 1820-х годах костёл подвергся капитальному ремонту за счёт коллекционера Матея Домейко. В 1860 году Казимир Домейко заложил каменную колокольню, а в 1862 году отремонтировал здание. Ещё один ремонт был проведен в 1894—1895 годах. Через три года костёл снесли.
В 1899—1903 году на его месте архитектором Вацлавом Михневичем был возведён величественный каменный храм в стиле неоготики. Храм был освящён 8 сентября 1904 года. По формальным причинам проект одобрил архитектор Виленской губернии Алексей Полозов, но на самом деле это работа инженера Игнатия Ольшевского, брат местного приходского священника (вероятно, автор модификации проекта). Согласно летописям, каждый день на строительстве работало более 70 человек. За селом специально был построен кирпичный завод, где делали высококачественный кирпич для храма. Известь добывали из реки Лоша. Для прочности, в известковый раствор, добавляли яйца собранные тысячами у местных крестьян. Черепица для крыши была привезена из Германии.
Основные средства на строительство поступали от Вацлава Домейко и его матери - Анжелы Домейко (из шляхетского рода Нарушевичей). Её зять, Станислав Поплавский, пожертвовал плитку для покрытия костёла, привезённую из Германии. В 1933 году была отремонтирована башня.
В 1950 году советские власти арестовали приходского священника Станислава Ходика и отправили в трудовой лагерь, поэтому костёл был закрыт до 1951 года.
В 1982—1990 годах был проведён ремонт.
Высота колокольни — 61 м, Гервятский костёл входит в тройку самых высоких храмов Республики Беларусь и является одним из лучших образцов неоготического стиля в стране.

## Архитектура
Костёл Святой Троицы — характерный пример неоготического стиля. Храм имеет три нефа и небольшой трансепт, нефы отделены друг от друга двумя рядами по пять колонн в каждой. Апсида за пресвитерием отсутствует. Характерным элементом архитектуры храма служат многоступенчатые контрфорсы, переходящие в аркбутаны. Стены храма прорезаны узкими стрельчатыми оконными проёмами в нишах.
В костёле находится орган 1882 года работы Флориана Остромецкого из Вильнюса. Он был построен из элементов органов, переданных из костелов Островца и Шумскаса, которые были закрыты в 1866 году как часть репрессии после Второго польского восстания (1863—1864) (бел. ист. «Восстание Кастуся Калиновского»).
Перед храмом стоят несколько деревянных крестов с богатой резьбой, что характерно для храмов Литвы. Вокруг храма разбит ландшафтный парк с редкими декоративными растениями и фигурами апостолов.
Службы в костеле проходят на белорусском и литовском языках.
Храм называют «маленькой Швейцарией» и «белорусским Нотр-Дамом». Согласно ряду опросов, он признан самым красивым костёлом Беларуси.

## Галерея
- 1899
- 1900
- 1900
- 1941-1944
- 1901-1931
- 1909
- 1916
- Парк
- Алтарь
- Готические своды
- Часовня
- Контрфорсы
- Орган